# Trichostetha alutacea
Trichostetha alutacea är en skalbaggsart som beskrevs av Allard 1992. Trichostetha alutacea ingår i släktet Trichostetha och familjen Cetoniidae. Inga underarter finns listade i Catalogue of Life.